# Strandskade
Strandskaden (Haematopus ostralegus) er en vadefugl med en karakteristisk sort og hvid fjerdragt og røde ben og næb. Fuglen yngler i adskilte områder fra Vesteuropa til Østasien samt på New Zealand. I Danmark er den almindelig langs kysterne, men findes også ved åer og søer i indlandet samt på flade hustage i byerne. Et stort antal strandskader overvintrer i Vadehavet. Strandskaden er nationalfugl på Færøerne, hvor den kaldes Tjaldur.

## Udseende
Strandskaden er 40-47 centimeter i længden og er dermed på størrelse med en krage. Vingefanget er 80-86 cm og vægten varierer fra 400 til 700 gram. I yngledragten er både hoved, bryst, kropsoverside og halens endebånd sort. I vinterdragten bliver fjerdragten mere mat sort, og på struben og halsens sider fremkommer ofte et hvidt bånd. Ben og fødder er røde ligesom øjnene. I flugten kendetegnes strandskaden af den hvide bagryg, de brede hvide vingefelter og halens brede sorte endebånd. Hvad der gør strandskaden nem at kende, er især den sorthvide fjerdragt sammen med det lange orangerøde, fra siden noget fladtrykte næb.
Forskellen mellem kønnene er lille. Hunnen er lidt større end hannen og i gennemsnit er hunnens næb lidt længere end hannens. Ungfuglenes fjerdragt ligner den voksne fugls, blot er fjerbræmmerne på kroppens overside blege og fuglenes ben er matgrå og halsens sider og struben har et lille hvidligt tværbånd.
Underarterne i Palæarktis adskiller sig fra hinanden i næblængde og udstrækningen af det hvide vingefelt. Næblængden øges fra vest mod øst. Hos nominatformen H. o. ostralegus, der findes i Vesteuropa, er hannens næb 76 mm og hunnens 81 mm. Hos Centralasiens underart H. o. longipes er han 78 mm og hun 89 mm. Hos Østasiens H. o. osculans er han 99 mm og hun 96 mm.

### Lignende arter
Af de cirka ti andre arter i slægten Haematopus findes tre der ligner strandskaden: Australsk strandskade (H. longirostris) har et smallere hvidt vingefelt, der ikke når ud til håndsvingfjerene. Amerikansk strandskade (H. palliatus) har gule øjne og er sortbrun på overrsiden. Magellanstrandskade (H. leucopodus) fra Sydamerika har gule øjne og næsten helt hvide armsvingfjer.

## Udbredelse og underarter
Strandskaden yngler i fire adskilte områder: det vestlige Europa, centrale Eurasien, det nordøstlige Asien samt i New Zealand. Langs kysterne i Vesteuropa og Danmark foretrækker arten afgræssede strandenge, der ligger tæt på sandvader. Indlandsfugle i Centralasien lever på græssletter.
Strandskaden deles nu i fire underarter (tidligere tre). Den vesteuropæiske nominatform H. o. ostralegus yngler fra Island og Skandinavien østpå til det nordvestlige Rusland, sydpå gennem Storbritannien til det nordvestlige Frankrig, med isolerede bestande i middelhavsområdet. Underarten H. o. longipes yngler fra det vestlige og centrale Rusland sydpå til Sortehavet, det Kaspiske Hav og Aralsøen samt østpå til det vestlige Sibirien. Underarten H. o. osculans yngler fra kysterne af det nordøstlige Rusland gennem Manchuriet til de vestlige og sydlige kyster af Koreahalvøen og videre sydpå til Fujian-provinsen i Kina. Sydø-strandskaden (H. o. finschi), der nu anerkendes som en fjerde underart af strandskaden, yngler på Sydøen i New Zealand.

### Overvintringsområde
Strandskaden er overvejende en trækfugl. Nogle vesteuropæiske fugle forbliver dog i deres yngleområder eller foretager ikke et egentligt træk. Således kan man betragte de store flokke, der om vinteren ses i det sydøstlige England. De er ynglefugle fra det nordlige England og Skotland. Ynglefuglene fra det sydlige England overvintrer ligesom Vadehavets lokale ynglefugle langs de kyster, der ligger mellem deres yngleområde og den Iberiske Halvø. I meget ringe grad trækker de dog også så langt sydpå som Marokko. De bestande, der i vinterhalvåret opholder sig langs Tunesiens og Libyens kyster har deres yngleområde i Middelhavets nordvestlige del eller ved Adriaterhavet.
Mindre dele af Islands ynglefugle forbliver også om vinteren langs Islands kyster. De øvrige islandske fugle overvintrer langs det Irske Havs kyster, hvor også Færøernes ynglefugle indfinder sig. Både de norske, såvel som de baltiske og russiske ynglefugle overvintrer i Vadehavet. De fleste danske strandskader tilbringer vinteren ved Vadehavet i Holland og Tyskland.
De bestande der overvintrer i Østafrika, på den Arabiske Halvø og langs Indiens vestkyst tilhører underarten longipes. Den østligste underart onculans overvintrer i det sydlige Kina. De sydligste forekomster af strandskader om vinteren ses ved Ghanas kyst i Vestafrika, men det vides ikke hvorfra disse fugle stammer.
Trækket mod vinterkvarteret begynder efter yngletidens slutning. De europæiske ynglefugle begynder dermed deres træk i midten af juli, og trækket forstærkes i august og september. Strandskaden vender allerede tilbage til yngleområderne fra slutningen af januar indtil april. De centralasiatiske ynglefugle vender senere tilbage til yngleområderne. Fuglene følger under trækket kystlinjen og ses kun sjældent i indlandet.

## Levevis

### Føde
Ved kyster ernærer strandskaden sig først og fremmest af muslinger, havbørsteorme, krebsdyr og insekter. Til de muslingearter, der udgør en stor del af føden tæller især hjertemuslinger, blåmuslinger og østersømuslinger. De æder desuden også albueskæl, strandsnegle og konksnegle. I indlandet er regnorme den vigtigste føde. De fanges ved aktivt at få jorden til at vibrere, så ormene kommer op til overfladen.
Strandskaden kan sluge små muslinger hele. For hjertemuslinger gælder dette for størrelser op til otte millimeter i diameter, mens det for blåmuslinger gælder op til 12 millimeter. Ved større muslinger bliver skallerne åbnet, for at komme ind til kødet.

### Adfærd
Ved kysten er strandskadens aktivitet helt afhængig af tidevandet — dyrene er dermed dag- og nataktive. I indlandet er strandskaden dagaktiv.
Strandskader svømmer godt og særdeles ofte. Mindre flokke er blevet iagttaget på vandet langt fra land. Sandsynligvis hviler fuglene ved højvande i mørke nætter på vandet. Sårede eller ikke flyvedygtige ungfugle flygter fra fjender ud på vandet og dykker også, mens de slår med vingerne under vandet. De kan tilbagelægge op til 15 meter under vandet i en dybde på 30-50 centimeter.

### Forplantning
De fleste strandskader yngler for første gang i deres fjerde leveår og kan sågar i en alder af 36 år stadig yngle. Strandskaden er oftest monogam, hvor parret holder sammen mange år eller hele livet. Polygami forekommer dog også.
Hunnen lægger oftest tre æg i modsætning til de fleste andre vadefugle, der har kuld på fire. Større kuld hos strandskaden kan opstå ved at to eller flere hunner lægger æg i samme rede. Der er kun et kuld årligt, men ødelægges det første kuld, f.eks. af kvæg eller måger, bliver der som regel lagt et mindre kuld efterfølgende. Rugningen varer 24 til 27 dage; han og hun deltager lige meget i udrugningen. Ungerne fodres af forældrefuglene i 35 til 42 dage. Strandskaden er én af de få vadefugle, som fodrer sine unger.
Reden er blot en fordybning, som kan være foret med småsten og muslingeskaller. Æggene, der måler ca. 57 x 40 mm, er grålige eller gulbrune med sortbrune pletter og striber, og de er derfor ikke lette at få øje på. Ungerne holder ofte til i områder med mange sten, hvor ungens camouflagefarver yder god beskyttelse. De forlader reden kort efter klækningen. Inden de er flyvefærdige, i en alder af ca. 5 uger, kan de komme vidt omkring. Når andre strandskader eller eventuelle fjender kommer for nær ungerne, høres fra forældrefuglene et gjaldende qui qui qui qui, som stiger til høje skrigelyde. Den ene eller begge forældrefugle angriber den indtrængende fjende med sænket let åbent næb. Den kan også forsøge at bortlede fjender ved at spille syg.

#### Polygami
I en hollandsk undersøgelse iagttog man ynglegrupper, der bestod af en han og to hunner. Forholdet mellem monogame par og sådanne polygyne grupper var cirka 1.000 til 25. Det var påfaldende, at der både fandtes ynglegrupper, hvor hunnerne konkurrerede med hinanden, og andre hvor de samarbejdede. Hos de førstnævnte forsvarede hver hun sin egen rede og hannen forsvarede et lille fælles territorium, der omfattede begge hunners reder. Hos de samarbejdende hunner lagde de to hunner æggene i samme rede, der blev forsvaret af alle tre fugle.

## Status for arten
Arten vurderes af den internationale organisation IUCN som næsten truet. Dette skyldes, at bestanden af den vesteuropæiske underart Haematopus ostralegus ostralegus er gået tilbage med over 40 procent i løbet af tre generationer, mens bestandene af de øvrige underarter har været uændret. Der er dog tvivl om nedgangen er del af naturlige fluktuationer. Mellem 1960'erne og 1990'erne var bestanden af den vesteuropæiske population steget kraftigt.
I Danmark gik ynglebestanden af strandskader tilbage med 20-30 procent mellem 1999 og 2011. Ifølge Dansk Ornitologisk Forenings såkaldte punkttællinger har bestanden fortsat været lav i årene 2012 til 2015.

## Færøerne
På Færøerne er strandskaden nationalfugl og kaldes Tjaldur (udtale: [ˈʧaldʊɹ]). Arten yngler almindeligt på øerne. Nogle få individer overvintrer, men de fleste trækker sydpå. Dens årlige tilbagekomst fra vinterkvarteret fejres 12. marts, Grækarismessa, som forårets begyndelse.
På Færøerne siger man, strandskaderne har fuld rede den 12. maj.
I sangen Fuglakvæði besang den færøske nationalhelt Nólsoyar Páll i det 19. århundrede strandskaden, der siden har været symbol for øernes stræben efter uafhængighed, hvilket skyldes fuglens adfærd, idet den ved fare advarer alle andre dyr.